# Marian Janic

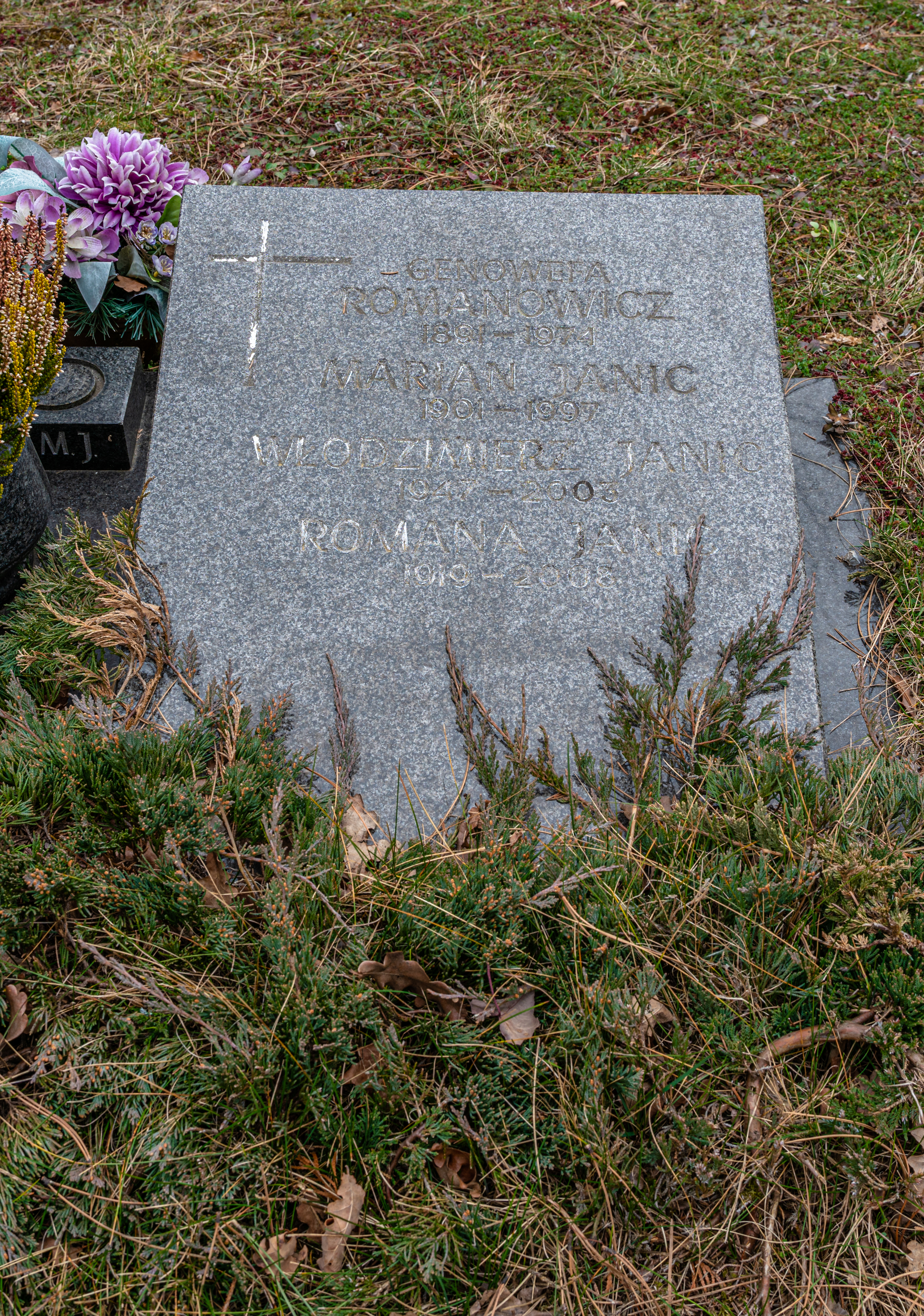
Grób Mariana Janica na cmentarzu Komunalnym Północnym w Warszawie

Marian Janic, ps. „Marian” (ur. 8 września 1901 w Częstochowie, zm. 24 sierpnia 1997) – powstaniec śląski, pułkownik MO, oficer Gwardii Ludowej, szef sztabu Obwodu III Radomsko-Kielckiego AL.

## Życiorys
Syn Rocha i Józefy. Po udziale w powstaniu śląskim, pracował w Straży Celnej na granicy polsko-niemieckiej i w kolejnictwie. W czasie okupacji niemieckiej wstąpił do Polskiej Partii Robotniczej. Służył w Gwardii Ludowej, a później w Armii Ludowej, w której pełnił funkcję szefa sztabu Obwodu III Radomsko-Kieleckiego. Po wojnie pracował w warszawskim MBP. W lipcu 1946 przekazany do dyspozycji Ministra Komunikacji, a następnie skierowany do pracy w Komendzie Głównej SOK. Później w MSW (do 1971), m.in. w ramach Służby Bezpieczeństwa.
Był działaczem Związku Bojowników o Wolność i Demokrację (we wrześniu 1969 wszedł w skład Prezydium Zarządu Głównego ZBoWiD,) i członkiem frakcji tzw. partyzantów działających wewnątrz PZPR. 
Pochowany na cmentarzu Komunalnym Północnym w Warszawie, kwatera S-I-3,4-11-6. 

## Ordery i odznaczenia
- Krzyż Kawalerski Orderu Odrodzenia Polski (10 października 1945)[8]
- Medal za Warszawę 1939–1945 (17 stycznia 1946)[9]
- Medal im. Ludwika Waryńskiego (1986)[10]
- Medal Zwycięstwa i Wolności 1945
- Odznaka 25-lecia Ligi Obrony Kraju (1970)[11]
- Złota odznaka honorowa „Za Zasługi dla Warszawy” (1964)[12]
- Odznaka "Za Zasługi dla Kielecczyzny" (1970)[13]
- Medal jubileuszowy „Czterdziestolecia zwycięstwa w Wielkiej Wojnie Ojczyźnianej 1941–1945” (ZSRR, 1985)[14]

## Publikacje
- Idą partyzanci. Warszawa: Wydawnictwo MON, 1967. Brak numerów stron w książce